# زهرة الصبار (فلم 1969)
زهرة الصبار (بالإنجليزية: Cactus Flower) هو فيلم كوميدي تم إنتاجه في الولايات المتحدة وصدر في سنة 1969.

## بطولة
- والتر ماثو

## الميزانية والإيرادات
بلغت تكلفة إنتاج الفيلم حوالي 3 ملايين دولار بينما حقق أرباحا تقدر بـ 25,889,208 دولار.

### ترشيحات وجوائز
| السنة | الحدث          | الفئة                   | النتيجة  |
| ----- | -------------- | ----------------------- | -------- |
|       | جائزة الأوسكار | أفضل ممثلة في دور مساعد | فـــــوز |

## وصلات خارجية
- مقالات تستعمل روابط فنية بلا صلة مع ويكي بيانات